# 원주 삼광터널 열차 충돌 사고
원주 삼광터널 열차 충돌 사고는 1970년 10월 17일 오전 11시 15분 경 강원도 원주시 봉산동 중앙선 삼광터널 안에서 수학여행 학생단을 태운 열차가 맞은 편에서 오던 화물열차와 정면 충돌하여 많은 인명 및 재산 피해를 야기한 사고이다.

## 사고 개요
사고를 당한 열차는 인창고교 2학년 학생(430명)과 보인상고(185명) 및 보성여고(110명) 등의 서울 시내 3개 고등학교 학생과 교사를 태우고 청량리역을 떠나 제천역으로 가던 12량 단위의 제 77호 보통열차로 당일 청량리역을 출발하여 울산 공업단지 및 경주 수학여행을 할 계획이었으며, 인창고교 학생들은 1호차에서 3호차를, 보인상고 학생들은 4호차에서 5호차를, 보성여고 학생들은 6호차에 승차하고 있었으며, 7호차부터는 일반인이 타고 있었고, 충돌을 한 화물열차는 제 1508 열차로 화차 28량 편성으로 석탄과 목재를 싣고 제천역을 떠나 청량리역으로 가던 중이었다. 원주역을 출발한 지 얼마 안 되어 사고 지점인 삼광터널을 지나가게 되었으며, 터널 끝에서 화물열차와 충돌하면서 발생한 반동으로 기관차 위로 객차가 올라타면서 대파되어 많은 인명 피해를 야기하였다.

## 사고 원인
결정적인 사고 원인은 열차 집중 제어장치(CTC)의 조작 착오로 밝혀졌다. 사고를 낸 CTC는 1968년에 당시 물가 기준으로 약 9억원의 비용을 들여 설치, 가동하기 시작한 설비이며, 열차를 집중 제어하는 임무를 가진 망우지휘탑 상황판에서 사고 직전 두 열차의 충돌 조짐이 보였음에도 불구하고 이를 기관사에게 제대로 통보하지 않아 사고를 낸 것으로 드러났다.

## 피해 규모
이 사고로 14명이 사망하고 59명이 중경상을 입었다. 사망자 가운데에는 인창고교 교감도 있었으며, 모산 수학여행 참사가 발생한 지 얼마 안 되어 또 다시 이번 참사를 일으킴에 따라 또 다시 사회를 경악시켰다.

## 사고 여파
사고 원인을 조사하던 철도 당국과 원주경찰서는 결정적인 원인을 제공하였던 CTC신호 사령장, 조정자 등 2명의 철도 직원을 직무 태만과 과실치사상 등의 혐의로 긴급 구속하였다. 이번 참사를 계기로 전국적으로 수학여행 자체가 금지되는 사태가 일어났다. 또한, 사고가 발생하였던 삼광터널은 현재 원주터널로 명칭이 변경되어 있다.